# Affettuoso
Affettuoso is een Italiaanse muziekterm die aangeeft dat een stuk of passage uitgevoerd dient te worden op een gevoelige manier. De term wordt naar het Nederlands vertaald als hartelijk, of als gevoelig. De term heeft zowel betrekking op het tempo als de voordracht, maar is in de praktijk vooral bepalend voor de speelwijze en niet zozeer voor het tempo, dat meestal apart wordt aangegeven ofwel duidelijk wordt door de aard van het stuk en niet zozeer door de aanwijzing affettuoso.